# Kazimierz Romanowicz
Kazimierz Romanowicz (ur. 9 listopada 1916 w Lemieszówce k. Kamieńca Podolskiego, zm. 25 września 2010 w Orleanie we Francji) – polski wydawca, księgarz, porucznik artylerii Polskich Sił Zbrojnych, twórca księgarni i wydawnictwa „Libella” w Paryżu.

## Życiorys
Przed II wojną światową pracował w księgarni Gebethnera i Wolffa (dział francuski). W 1937 r. został wysłany na praktykę zawodową do Księgarni Polskiej w Paryżu, gdzie pod opieką kierownika placówki Tadeusza Pajora tworzył w 1939 r. filię księgarni przy ul. Taitbout 23. 3 września 1939 r. zgłosił się jako ochotnik do formującego się we Francji wojska polskiego. Ukończył Szkołę Podchorążych Rezerwy (3. kompania ckm) w Coetquidan. Po klęsce Francji ewakuował się do Wielkiej Brytanii. W 1942 został skierowany do Armii Polskiej na Wschodzie. Wziął udział w kampanii włoskiej, w szeregach 9 Pułku Artylerii Ciężkiej. Był ranny pod Piedimonte i Strada S. Zeno. Po zakończeniu wojny został odkomenderowany z macierzystego pułku do Rzymu, gdzie razem z Władysławem Łado opracował album „Historia 2 Grupy Artylerii”. W 1946 został odkomenderowany do Paryża z zadaniem zorganizowania polskiej księgarni. W lutym 1947 został zdemobilizowany.
Zorganizowana przez niego Księgarna „Libella” – funkcjonowała początkowo jako placówka kontynuująca działalność wydawniczą Oddziału Kultury i Prasy 2 Korpusu Polskiego, z siedzibą na paryskiej Wyspie św. Ludwika. Od 1947 r. aż do zamknięcia księgarni 31 grudnia 1993 r. zajmował się zarówno działalnością księgarską, jak i wydawniczą. Na początku lat 50. XX w. założył także wspólnie z Władysławem Wantułą istniejącą krótko wytwórnię płyt gramofonowych „Ballada. Pavilon Record Company (Paris, London, New York)” (m.in. nagrania Wiery Gran, Zbigniewa Krukowskiego i Krystyny Paczewskiej).
W 1959 r. wraz z żoną, znaną pisarką emigracyjną Zofią Romanowiczową, założył w przylegającym do księgarni pomieszczeniu Galerię Lambert, prezentującą dokonania nowoczesnego malarstwa polskiego i światowego (wśród kilkudziesięciu wystaw swe prace prezentowali m.in. Tadeusz Dominik, Jan Lebenstein czy Jacek Fedorowicz), w której odbywały się także wieczory autorskie (m.in. Józefa Czapskiego, Zbigniewa Herberta, Gustawa Herlinga-Grudzińskiego, Konstantego Jeleńskiego, Jana Nowaka-Jeziorańskiego, Krzysztofa Pomiana, czy Aleksandra Wata).
Przez lata wraz z żoną mieszkał w Paryżu w domu przy ul. Debelleyme. Pod koniec życia mieszkał w Domu Spokojnej Starości Polskiego Funduszu Humanitarnego w Lailly-en-Val koło Orleanu. Zmarł w szpitalu w Orleanie w wieku 93 lat. 28 września 2010 r. odznaczony pośmiertnie Krzyżem Komandorskim z Gwiazdą Orderu Zasługi Rzeczypospolitej Polskiej.
Pogrzeb odbył się 29 września 2010 r. na cmentarzu wiejskim w pobliżu dawnego letniego domu Romanowiczów w Jours, w Burgundii.
Był ojcem Barbary Romanowicz.

## Odznaczenia i wyróżnienia
- Krzyż Srebrny Orderu Virtuti Militari
- Krzyż Walecznych (dwukrotnie)
- Krzyż Pamiątkowy Monte Cassino nr 33095
- Odznaka za Rany i Kontuzje[2]
- Nagroda literacka im. Alfreda Jurzykowskiego (1989)
- Nagroda Przyjaźni i Współpracy (przyznana przez paryską „Kulturę”; 1993)
- Dyplom Ministra Spraw Zagranicznych RP za wybitne zasługi dla kultury polskiej (1994)
- Krzyż Komandorski z Gwiazdą Orderu Zasługi Rzeczypospolitej Polskiej (pośmiertnie; 2010).